# Arenaria valentina
Arenaria valentina (Boiss.), es una especie de planta herbácea perteneciente a la familia de las cariofiláceas.
En The Plant List aparece como un sinónimo de Arenaria grandiflora subsp. valentina (Boiss.) O.Bolòs & Vigo

## Hábitat
Es nativa de la región íbero mediterránea principalmente en  Alicante y Valencia donde crece en muros, pedregales y roquedos calizos no muy soleados, de donde puede pasar a matorrales sobre suelos someros o de cierta pendiente.

## Descripción
Es una planta perenne, algo leñosa, de tallos muy ramosos y tendencia esferoidal. Tiene las hojas opuestas, más o menos lineares, agudas y mucronadas, con el nervio central claramente visible y los márgenes enrollados hacia la cara inferior. Forma una inflorescencia de no más de tres flores. Los pétalos son vistosos, blancos y más grandes que los sépalos. Éstos, son glabros aunque presentan cilios en el margen.

## Taxonomía
Arenaria valentina fue descrita por L.) Loisel. in F.Cuvier   y publicado en Flora Gallica ed. 2, 1: 317. 1827.
Etimología
Arenaria: nombre genérico que deriva del término latino arenarius  = "de arena, arenoso". Adjetivo sustantivado: la planta a la que J.Bauhin dio este nombre en 1631 vive en terreno arenoso.
valentina: epíteto latino que significa "de Valencia".
Sinonimia
- Arenaria grandiflora subsp. valentina (Boiss.) O.Bolòs & Vigo
- Arenaria grandiflora var. valentina (Boiss.) Font Quer
- Arenaria montana subsp. valentina (Boiss.) Malag.[6]